# 潘家岙潘氏宗祠
29°26′29.99″N 121°28′8.46″E / 29.4416639°N 121.4690167°E
潘家岙潘氏宗祠是中国浙江省宁海县的一座祠堂，位于桥头胡街道潘家岙村。建筑始建于清乾隆四十九年（1784年），1940年重修。宗祠建筑面积600平方米左右，设有双藻井戏台，2006年5月与县内其他9处古戏台以宁海古戏台的名义被列入第六批全国重点文物保护单位。